# Follow us iCarus
Follow us #iCarus ist ein Schweizer Spielfilmdrama von 2024. Er erzählt die fiktive Geschichte von zwei Freunden aus Herisau, die unter Drogeneinfluss gefährliche Stunts durchführen, um einen Influencer-Award zu gewinnen.

## Handlung
Der Film beginnt im Krankenhaus. Beim intubierten Daniel schneidet Andreas, sein bester Freund seit dem Kindergarten, eines der gemeinsamen Videos. Andreas hadert damit auch die Szenen zu veröffentlichen, die die Ursache des Krankenaufenthalts von Daniel sind. Eine Krankenschwester rät ihm zu tun, was Daniel tun würde.
Die Haupthandlung zeigt die Vorgeschichte und folgt dabei Andreas. Daniel und Andreas machen in derselben Werkstatt ihre Lehre als Automechaniker. In ihrer Freizeit filmen sie sich bei Stunts unter Drogeneinfluss, welche sich meist um das Thema „Fliegen“ drehen. Sie streamen das Ganze live im Internet unter dem Pseudonym „iCarus“.
Insbesondere Daniel hofft auf den Durchbruch als Influencer und möchte mit einem herausragenden Video den Schweizer Influencer-Award gewinnen. Hierfür riskiert er mehrmals seine Anstellung in der Werkstatt und veröffentlicht ein durch ihn inszeniertes, intimes Erpressungsvideo ihres ehemaligen Schulkollegen Ueli, um möglichst viele Klicks zu bekommen. Ueli hatten sie erpresst, da er als homöopathischer Apotheker für sie Drogen kochen konnte. Trotz erfülltem Deal seitens Ueli hat Daniel das Video hochgeladen. Insbesondere durch diese Aktion, sowie den Zuspruch seines Ausbilders und seiner Love Interest Sina, beginnt Andreas an seiner Unterstützung Daniels zu zweifeln.
Bei einer gemeinsamen Nacht in einem Klub treffen sie erneut auf Ueli. Dieser schenkt Daniel eine Pille, die noch besser sein soll als das Zeug, welches er zuvor für die zwei gemacht hatte. Nach einer Schlägerei ruhen sich Daniel und Andreas auf dem Dach des Klubs aus. Daniel nimmt die Pille von Ueli und kurz darauf beginnt Andreas zu live streamen, wie Daniel eine motivierende Rede über ihre Zukunft hält. Mittendrin bricht Daniel zusammen und bleibt verkrampft liegen. Andreas filmt weiter, da er denkt es sei Teil der Show. Andreas alarmiert schlussendlich die Rettungskräfte.
Einige Zeit später besucht Andreas Daniel. Dieser sitzt im Rollstuhl und reagiert nicht auf seine Umwelt. Andreas liest ihm ein Teil der Geschichte von Ikarus vor, der in Analogie zu ihm zu hoch flog. Später nimmt Andreas an den Influencer-Awards teil. Im Vorfeld trifft er auf Ueli und konfrontiert ihn wegen der Pille. Dieser erzählt Andreas von den Folgen des veröffentlichten Videos von ihm, welches zu unzähligen Hassnachrichten geführt hat und wie er von vier verkleideten Frauen überfallen wurde. Ein Video von diesem Überfall geht erneut viral. Ueli ist von der Aufmerksamkeit jedoch angetan und verspricht Andreas nächstes Jahr bei den Influencer-Awards zu gewinnen. Bei der Preisverleihung dieses Jahrs wird der nominierte Beitrag von Andreas gezeigt. Es ist ein Song, in dessen Musikvideo die gemeinsame Freundschaft mit Daniel thematisiert wird. Es zeigt Szenen aus der Kindheit der zwei und diverse Stunts, die sie als iCarus gemacht hatten. Es endet mit der dramatischen Szene auf dem Dach des Klubs, welches Andreas schlussendlich mit einbezogen hat. Daniel schaut die Verleihung in einer Klinik über den Fernseher, zeigt jedoch keine Regung.

## Produktion
Die Produktion übernahm die von Carline Wloka 2016 gegründete Cine Royal Productions GmbH Zürich in Zusammenarbeit mit der von Zane Liechti und Roman Ramsauer gegründeten Non-Profit Filmproduktionsfirma LYDDA (Live Your Dream Agency).
Der Titelsong wurde von Luca Hänni mit seiner Produktionsfirma hyons komponiert.
Für Zane Liechti und Roman Ramsauer ist „Follow us #iCarus“ der zweite Präventionsfilm in Spielfilmlänge. Im Vergleich zu ihrem 2015 auf YouTube veröffentlichten Film andersCHt[sic!], welcher sich mit Fremdenhass, Rassismus und Mobbing beschäftigt, ist „Follow us #iCarus“ auf die Gefahr die von Designerdrogen ausgeht ausgerichtet. Weitere Themen wie die Sucht nach Likes und Cybermobbing werden ebenfalls behandelt. Das Projekt wurde 2017 unter dem „IKARUS“ in Angriff genommen.
Der Dreh fand vom 03.-28. Juli 2019 statt. Geplant war eine Veröffentlichung im Frühsommer 2020. Vier Jahre später als ursprünglich geplant wurde der Film am 30. Mai 2024 vom Verleiher First Hand Films in der Deutschschweiz veröffentlicht. Die Premiere mit Crew und Cast fand am 26. Juni 2024 in Zürich und am 1. Juni 2024 in Herisau statt.
Drehorte waren Herisau, St. Gallen und Eggerstanden. Am 5. Juli 2019 fanden Dreharbeiten im Casino Herisau statt. Bis am 3. Juli hatten sich von den benötigten 300 Statisten erst 100 angemeldet und Mithilfe von Zeitungen wurden weitere gesucht. Neben der Influencerin Raffaela Zollo, welche eine Nebenrolle spielte, waren auch Köbi Kuhn und seine Ehefrau vor Ort. Weitere Probleme bereitete die Unterbringung der Crew in Herisau, da man durch das knappe Budget auf die Unterstützung durch Privatpersonen angewiesen war.

## Rezeption
Auf outnow.ch hat der Film eine Wertung von 4 von 6 Sternen. Dani Maurer lobt die „authentische Geschichte einer Freundschaft mit etwas ungleich verteilten Rollen.“ Er lobt die Jungschauspieler Leo Saint Thomas, Collin Siegfried und Ladina Von Frischig, aber kritisiert die an Stellen nicht überzeugende Geschichte. Er lobt zudem die Bildsprache, welche durch Wackel-Handyaufnahmen und Kommentare der Live-Streamzuschauer passend ergänzt wird.
Die Filmkritik von Cineman gibt dem Film 3 von 5 Sternen. Insbesondere gelobt werden die Stunts und Produktionsqualität. Als negative Aspekte werden die zu geringe Aufmerksamkeit auf die Beziehung zwischen den zwei Hauptfiguren und der fehlende Hintergrund für Daniels Motivation abzuheben genannt.